# Talina Boyaci
Talina Boyaci, née le 14 octobre 1998 à Paris 16e, est une actrice française.
Elle est la fille d'Alain Boyaci et Pétronille Moss.

## Filmographie

### Cinéma
- 2007 : Le Scaphandre et le Papillon de Julian Schnabel : Hortense
- 2007 : Détrompez-vous : Zoé
- 2008 : Les Enfants de Timpelbach de Nicolas Bary : Zoé
- 2009 : Tellement proches d'Olivier Nakache et Éric Toledano : Gaëlle
- 2014 : Du goudron et des plumes de Pascal Rabaté : Vanessa
- 2016 : Planetarium de Rebecca Zlotowski : Madame Lefebvre
- 2017 : K.O. de Fabrice Gobert : Clémence
- 2024 : Loups-Garous de François Uzan : la lavandière

### Télévision
- 2009 : Blanche Maupas (téléfilm) : Suzanne Maupas
- 2012 - 2017 : Nos chers voisins (série télévisée) : Fleur Becker, la fille de Karine et la belle-fille d'Alain Stuck
- 2013 : Le Déclin de l'empire masculin (téléfilm) de Angelo Cianci : Violette
- 2016 : Camping Paradis (saison 8, épisode 1 : La colo au camping) : Samia
- 2018 : Profilage (saison 9, épisode 5 : Jonah) : Lola, l'élève de l'école vétérinaire
- 2021 : Paris Police 1900 (série télévisée) : une domestique (dans 5 épisodes)
- 2022 : Paris Police 1905 : Mariette (4 épisodes)
- 2024 : L'Enchanteur (téléfilm) : la jeune standardiste
- depuis 2024 : Ici tout commence (série télévisée) : Coline
- 2024 : Le Voyageur (saison 3, épisode 3 : Le danseur de verre) : Sonia, « la fée Clochette »